# Mazurki op. 33 (Chopin)
Mazurki op. 33 – cykl czterech mazurków Fryderyka Chopina skomponowany w 1837, wydany w 1838 przez Schlesingera. Utwory dedykowane zostały hrabinie Róży Mostowskiej.

## Mazurekgis-mollop. 33 nr 1
Mazurek Chopina, w tonacji gis-moll. Rozpisany w 48 taktach.

## MazurekD-durop. 33 nr 2
Mazurek Chopina, w tonacji D-dur. Rozpisany w 136 taktach.

## MazurekC-durop. 33 nr 3
Mazurek Chopina, w tonacji C-dur. Rozpisany w 48 taktach.

## Mazurekh-mollop. 33 nr 4
Mazurek Chopina, w tonacji h-moll. Rozpisany w 224 taktach.